# Gormont et Isembart
La Chanson de Gormont et Isembart o Gormont et Isembart è una chanson de geste della prima metà del XII secolo, appartenente verosimilmente al ciclo dei baroni ribelli. Essa narra della spedizione vichinga che distrusse l'abbazia di Saint-Riquier in Piccardia nell'881, impresa già glorificata dal Ludwigslied.
Del poema resta un frammento di 661 versi ottosillabi, che si presume risalente al 1130 e redatto in un unico manoscritto del XIII secolo conservato alla Biblioteca reale del Belgio.
Isembart, nipote del re Ludovico, figlio di Carlo, è costretto ad abbandonare la corte e peregrinare per le vie dell'esilio. Accolto da Gormont, re saraceno, rinnega la propria fede per quella pagana, e, per spirito di vendetta, spinge il suo ospite ad assalire il re di Francia. Durante l'invasione, che non rispetta né uomini né terre, è devastata l'abbazia di Saint-Riquier, che faceva parte dei dominî d'Isembart e alla quale si ricollega la leggenda. Nell'ultima battaglia il re saraceno e il cavaliere spergiuro soccombono, mentre il re di Francia non sopravvive alla vittoria che per soli trenta giorni. Testo arcaico nella fattura, poiché in ottosillabi, e nel contenuto, visibile dalla tecnica militare descritta: vi sono arcieri.